# Martin Humer

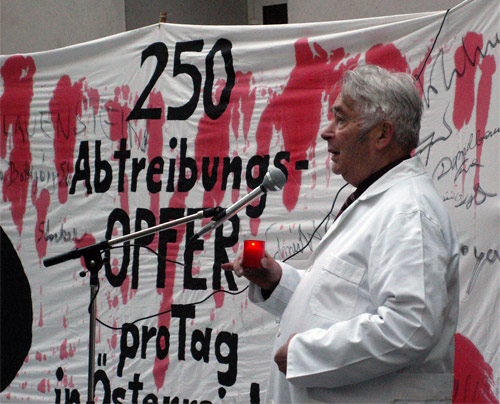
Martin Humer bei einer „Schüttaktion“ 2005

Martin Humer (* 11. November 1925 in Natternbach, Oberösterreich; † 31. Juli 2011 in Wels) war ein österreichischer Aktivist, Holocaustleugner und mehrfach verurteilter Straftäter. In der Öffentlichkeit wurde er bekannt und war umstritten, weil er rund 40 Jahre seines Lebens gegen Pornografie kämpfte. Die Presse bezeichnete ihn als „Pornojäger“. Ab 1970 sah er sich als katholischer Aktivist im Kampf gegen Unmoral, auch in der bildenden Kunst. Humer kämpfte gegen Schwangerschaftsabbruch, schulische Sexualerziehung, Prostitution und die Straffreistellung von Homosexualität. Aufsehen erregte er durch Sachbeschädigung von Kunstwerken und stand deswegen mehrfach vor Gericht. Bis zum 5. Juni 2006 hatte er 22 Vorstrafen erhalten.

## Beruflicher Werdegang
Nach seiner Lehre als Fotograf und dem Reichsarbeitsdienst meldete er sich freiwillig als Fallschirmjäger und kämpfte im Zweiten Weltkrieg bei Nettuno in Italien. Nach der Kriegsgefangenschaft absolvierte er die Meisterklasse der Graphischen Lehr- und Versuchsanstalt in Wien, machte als Erwachsener die Matura und begann ein Studium der Theaterwissenschaft. Dieses brach er aber ab und eröffnete ein Fotoatelier in Waizenkirchen.

## Öffentliches Wirken, Kampf gegen Pornografie
1970 entdeckte er in einem Kiosk ein Pornoheft und erstattete Anzeige bei der Staatsanwaltschaft. Die Beschäftigung mit diesem und verwandten Themen wurde in den folgenden Jahren zu seinem Lebensinhalt. Sein Tagesablauf bestand ab dann aus dem Sichten von pornographischen Materialien, dem Beten und dem Schreiben von Anzeigen.
Anfang der 1990er Jahre wurde er als juristischer Berater und Mitglied für das Engelwerk aktiv.
Von Waizenkirchen aus, wo auch die Christlich Soziale Arbeitsgemeinschaft Österreichs (CSA Austria) beheimatet war, sorgte er für regelmäßige Anzeigen gegen die Betreiber von Erotik-Geschäften und gegen die seiner Ansicht nach untätigen Vertreter der zuständigen Behörden. In verschiedenen Berichten wurde sein Archiv an pornographischem Material als die größte Pornosammlung Österreichs bezeichnet, so etwa auch in Peter Hellers Dokumentarfilm Der Pornojäger – Eine Hatz zwischen Lust und Politik (1989), durch den seine Aktivitäten in kritischer Weise einer breiten Öffentlichkeit bekannt gemacht wurden.
2004 sammelte er gemeinsam mit der konservativ-katholischen Zeitschrift Der 13. Unterschriften gegen den Rücktritt von Bischof Kurt Krenn, allerdings erfolglos, da dieser im September 2004 endgültig sein Amt abgeben musste.
Martin Humer wirkte auch auf verschiedenen Webseiten im Internet. Zahlreiche Beiträge von ihm erschienen bei kreuz.net. Bei babykaust.de war er als „Jugendschutzbeauftragter“ tätig. Der Betreiber dieser Website, Klaus Günter Annen, übernahm nach Humers Tod 2011 die CSA Austria.

## Aktionen gegen Kunst
Im Jahr 1981 polemisierte Martin Humer gegen das Aufklärungsstück Was heißt denn hier Liebe?. Dieses wurde 1978 von der Berliner Theatergruppe Rote Grütze für 12-Jährige konzipiert und auch verfilmt. Das Innsbrucker „Theater am Landhausplatz“ wollte dieses Stück 1981 in Österreich aufführen. Humer bezeichnete es als marxistische Pornographie und versuchte über Kirche und Behörden ein Aufführungsverbot zu erreichen, was ihm teilweise gelang. In Vorarlberg wurde das Stück auf dem Spielboden Dornbirn und als Film beim Filmkulturclub Dornbirn unter strenger polizeilicher Kontrolle des Jugendverbotes aufgeführt.
1988 ließ Humer Kuhmist vor dem Burgtheater abladen, um gegen Thomas Bernhards Theaterstück Heldenplatz zu protestieren. 1993 organisierte er gemeinsam mit dem Rechtsextremisten Ludwig Reinthaler in Wels eine Demonstration gegen eine Ausstellung des Künstlers Hermann Nitsch. Am 12. Juni 1998 beschädigte er mit einem Eimer Farbe Otto Muehls Bild Apokalypse im Wiener Secessionsgebäude. Er wurde am 9. Februar 2000 nach einer Berufung zu einer bedingten Freiheitsstrafe von sechs Wochen verurteilt. Am 31. August 2005 besprühte er vor Journalisten eine umstrittene moderne Statue mit dem Titel Hommage an Mozart des Künstlers Markus Lüpertz auf dem Salzburger Ursulinenplatz mit rot-grünem Lack und beklebte sie mit Federn. Er kommentierte: „So mach ich aus dem scheußlichen Ding wenigstens einen Papageno!“ – Humer wurde am 6. Juni 2006 zu vier Monaten bedingter Haft verurteilt und sein Mithelfer Franz L. (67) zu 120 Euro Bußgeld unbedingt. Nach erfolglos erstatteten Strafanzeigen demonstrierte Humer am 18./19. November 2005 vor dem Burgtheater gegen eine Aufführung des Orgien-Mysterien-Theaters von Nitsch mit einer Aktion gegen Abtreibungen unter Zuhilfenahme von Transparenten, Embryomodellen und roter Farbe als Blutersatz.
2010 demonstrierte Humer mit elf Mitdemonstranten gegen die vorgebliche „Zweckentfremdung“ des Wiener Burgtheaters als Mit-Austragungsort des Life Balls.

## Neonazistische Äußerungen
Im Mai 2006 sandte Humer einen Protestbrief an das Landgericht München I, der wie das NSDAP-Hetzblatt „Der Stürmer“ aufgemacht war und mit dem Hitlergruß endete. Daraufhin leitete das Gericht ein Verfahren gegen ihn wegen der Verwendung von Kennzeichen verfassungswidriger Organisationen ein. Im Jänner 2007 verhängte das Amtsgericht München einen Strafbefehl gegen ihn. Dagegen legte er Einspruch ein. Zur Gerichtsverhandlung über seinen Einspruch erschien er jedoch nicht.
Im Jahr 2010 sandte Humer dem Vorsitzenden Richter im Prozess gegen den österreichischen Holocaustleugner Gerd Honsik eine E-Mail mit dem Satz: „Honsik bestreitet, dass es in Dachau und Mauthausen Gaskammern gegeben hätte. Honsik hat recht.“ Daraufhin leitete die Justiz Ermittlungen gegen ihn wegen des Verdachts auf NS-Wiederbetätigung ein. Das Verfahren wurde im April 2011 eingestellt, da das Gericht keinen Vorsatz der Wiederbetätigung sah: Dieser Vorsatz hätte nur vorgelegen, falls Humer seine E-Mail an mehr als eine Person versandt hätte.
Die von österreichischen Holocaustleugnern immer wieder bestrittene Existenz der Gaskammer im KZ Mauthausen und deren Gebrauch für Massenmord ist durch zahlreiche Dokumente bewiesen, darunter Baupläne, Tätergeständnisse und Augenzeugenberichte.

## Filme
- Peter Heller: Der Pornojäger – Eine Hatz zwischen Lust und Politik, 1989 (Videoveröffentlichung 1999), Absolut Medien, 90 Minuten.
- Fabian Burstein: Porno Unplugged, 2008, illuminati filmproduktion gmbh, 105 Minuten.